# Пловдивский партизанский отряд имени Васила Левского
Пловидвский партизанский отряд имени Васила Левского (болг. Партизански отряд „Васил Левски“ (Пловдив)) — подразделение Народно-освободительной повстанческой армии Болгарии, находившееся в ведении 2-й Пловдивской повстанческой оперативной зоны. Отряд действовал в западной части Средна-Горы.

## История
Первые партизанские группы в западном Средногорье появились в 1941 году, а в 1942 году они расширились до нескольких рот: Голямосельской, Левченской, Вайняговской и Богданской. 14 августа 1943 года в местечке Страчовец в результате объединения партизанской роты и нескольких боевых групп был образован партизанский отряд имени Васила Левского. Отряд делился на три роты, его командиром был назначен Запрян Фазлов, комиссар — Коста Мандраджиев, заместитель командира — Гынчо Койчев.
В августе 1943 года отряд атаковал и разрушил шесть молочных заводов, снабжавших вермахт. 25 августа 1-я рота отряда провела диверсии на железной дороге в районе населённых пунктов Калофер, Свежен, Борисово, Габарево, Осетеново и Голямо-село. Отряд также поджёг пристани вдоль реки Тыжа и подготовил засаду против полицейского подразделения.
Осенью 1943 года численность отряда достигла 250 бойцов. Командиром стал Дечо Бутев. В октябре 1943 года отряд атаковал армейские части близ села Енина, разрушил немецкие радиопередатчики на горе Юмрукчал. Он проводил акции в местечках Карловско и Климент, атаковал лесопилку в селе Богдан, разбил полицейский отряд при Войнягово и совершил ряд других атак.
27 октября 1943 года отряд был окружён армией. В ходе прорыва большие потери понесли Сопотская, Богданская и Войняговская роты, а также 1-я и 3-я дружины.
Весной 1944 года уцелевшие бойцы переформировали отряд, разделившись на три роты — рота Добри Воеводы, рота Пенчо Дворянова и рота Стефана Караджи. Командиром отряда был назначен Делчо Симов. 21 мая отряд атаковал гору Юмрукчал и захватил в качестве трофея оружие. Отряд участвовал в акциях в сёлах Старосел, Климент, Старо-Железаре, Ново-Железаре, двойной атаке на оружейный завод в Сопоте и завод «Братья Милевы» в Карлово.
15 июля 1944 года отряд был преобразован во 2-ю Среднегорскую бригаду имени Васила Левского.